# اندیس مس ایش پاش
مس ایش پاش یک اندیس فلزی است که در حوالی شهر بزمان استان سیستان و بلوچستان قرار دارد و مادهٔ معدنی موجود در آن، مس است.سنگ میزبان این اندیس فلیشهای رسوبی است و دیرینگی آن به دوران کرتاسه بالایی می‌رسد.